# Laura Rodig
Laura Rodig Pizarro (Los Andes, 7 de junio de 1901 - Santiago, 30 de octubre de 1972) fue una pintora, escultora, ilustradora y educadora chilena. Fue alumna de Virginio Arias y fundadora de la Asociación Chilena de Pintores y Escultores, además de ser una de las primeras artistas chilenas en impulsar el arte social y despertar la conciencia sobre los ancestros indígenas. Además fue una destacada activista política, formó parte del Partido Comunista y una de las líderes del Movimiento Pro Emancipación de las Mujeres de Chile (MEMCH). Durante su estadía en Europa también fue parte del Socorro Rojo Internacional y de "Mujeres contra Franco". Paralela a su carrera artística, desarrolló su vocación de educadora, realizando clases de dibujo y de artes plásticas.
Recibió el importante Premio Nacional de Arte de Chile en 1949.

## Biografía
Nació en Los Andes el 7 de junio de 1901. Ingresó a la Escuela de Bellas Artes de la Universidad de Chile, impulsada por el diplomático Pedro Felipe Iñíguez, quien descubrió su talento. Como estudiante destacó por su espíritu rebelde frente a las imposiciones academicistas de sus maestros, entre los cuales se encontraba Virginio Arias. Fue expulsada de la Escuela por unas caricaturas que realizó de él, pero gracias al maestro Fernando Álvarez de Sotomayor que pidió su reingreso, le fue concedido un taller en el edificio de la misma Escuela, vecino a Backhaus y al de Enrique Lynch.
En 1918 fue nombrada profesora de dibujo del Liceo de Punta Arenas, bajo la dirección de Gabriela Mistral, luego en el Liceo de Temuco y el Liceo 6 de Santiago.
Laura Rodig conoció a Gabriela Mistral en Los Andes y desde ahí mantuvieron una estrecha amistad. Al fallecer los padres de la artista, la poetisa se convirtió en su protectora, además de fuente de inspiración para algunas de sus esculturas, por ejemplo en la obra "Impresiones de Gabriela Mistral":  “No conocemos a la genial poetisa, pero la fisionomía moral que sus versos han grabado en nuestra alma no corresponde a la que este busto nos sugiere. Emana de él un conjunto de rasgos espirituales rígidos y fríos que contrastan con la dulce serenidad de la inspirada autora de “Sonetos de la muerte”". También se ha señalado una supuesta relación sentimental de Gabriela Mistral con Laura Rodig dado el abierto lesbianismo de la escultora.
Formó parte del grupo de estudiantes becados por el gobierno a Europa llamado Generación del Veintiocho, durante su estadía en el Viejo Continente, ingresó a la Academia André Lothe en París, Francia, estudiando artes aplicadas, pintura decorativa y grabado. También estudió en España e Italia. En 1930 regresa a Chile para fundar la Asociación de Pintores y Escultores.
Entre 1922 y 1924 viajó con Mistral a México, invitadas por el gobierno de ese país. Allí Laura Rodig tuvo la oportunidad de conocer de cerca el movimiento muralista azteca y a sus cultores Diego Rivera, Orozco y Siqueiros. Se interesó además por el arte de raíces indigenistas, el cual influiría en su trabajo posterior. Un ejemplo de ello es la obra  "India mejicana", la cual le otorgó reconocimiento a nivel internacional en Madrid, ingresando a la colección del Museo de Arte Moderno de Madrid, hoy conocido como Museo Reina Sofía.
El año 1927 fue comisaria del Salón Oficial de Santiago de ese año y también hizo clases en la Escuela Normal.
Fue la primera artista chilena en impulsar el arte social, y despertar la conciencia sobre los ancestros indígenas. Entre 1941 y 1942 dibujó mapas con datos de geografía económica e ilustraciones infantiles para la revista El Cabrito de la Empresa Editorial Zig-Zag S.A.
En 1930 regresa a Chile para fundar la Asociación de Pintores y Escultores. En sus últimos años se desempeñó como profesora de Artes Plásticas y educadora del Museo Nacional de Bellas Artes donde organizó la primera exposición de arte infantil en el año 1937
Entre los años 1938 y 1939 comisarió la exposición organizada por el Movimiento de Emancipación de las Mujeres de Chile (MEMCH), la cual fue exhibida en la Biblioteca Nacional.
Durante los siguientes años ejercerá su profesión y desde mediados de la década del 60, se desempeñó como orientadora del Museo Nacional de Bellas Artes, trabajando en el material educativo de la institución y visitas para escolares.
Falleció en Santiago de Chile el 30 de octubre de 1972. El premio nacional de arte Camilo Mori la despidió con las siguientes palabras: "Se convirtió en la más amiga de las amigas de los muchachos de su tiempo, en aquella camarada que nunca fue ajena a la desaprensiva o atormentada trayectoria de la mayoría de sus compañeros"

## Obras en colecciones públicas
- Salitreros, Óleo sobre tela, ca. 1936, 80 x 90 cm. Museo Nacional de Bellas Artes, Santiago de Chile.
- Tipos mexicanos 1, Óleo sobre tela, 80 x 66 cm. Museo Nacional de Bellas Artes, Santiago de Chile.
- Tipos mexicanos 2, Óleo sobre tela, 80 x 66 cm. Museo Nacional de Bellas Artes, Santiago de Chile.
- Columnas de sueño, Óleo sobre tela, 46 x 38 cm. Museo Nacional de Bellas Artes, Santiago de Chile.
- Desnudo de mujer, Óleo sobre tela, 80 x 67 cm. Museo Nacional de Bellas Artes, Santiago de Chile.
- Maternidad, Escultura, 1950, Museo Nacional de Bellas Artes, Santiago de Chile.
- Retrato I, Escultura en bronce, 1949,  Museo Nacional de Bellas Artes, Santiago de Chile.

## Premios y distinciones
- 1914 Mención Honrosa, Salón Oficial de Bellas Artes, Santiago, Chile.
- 1915 Distinción Académica, Buenos Aires, Argentina.
- 1916 Segunda Medalla, Salón Oficial de Bellas Artes, Santiago, Chile.
- 1921 Pensionada por el Gobierno Chileno en Europa para completar sus estudios artísticos.
- 1927 Tercera Medalla en el Salón de Arte Decorativo, Exposición de Bellas Artes.
- 1928 Medalla de Oro, Exposición de Sevilla, España.
- 1930 Medalla de Oro, Exposición de Sevilla, España.
- 1934 Primer Premio de Pintura Decorativa, II Salón de Verano de Viña del Mar, Chile.
- 1937 Segunda Medalla, Exposición Salón de Viña del Mar, Chile.
- 1938 Premio Van Buren, Exposición Salón Oficial, Santiago, Chile.
- 1938 Primera Medalla, Exposición Salón de Viña del Mar, Santiago, Chile.
- 1939 Premio Conjunto Escultura, Exposición Centenario de San Felipe, San Felipe, Chile.
- 1939 Primera Medalla, Exposición Salón Oficial, Santiago, Chile.
- 1940 Medalla de Bronce, Cien Años de Arte Chileno en Buenos Aires, Argentina.
- 1941 Primera Medalla, Salón 4º Centenario de la Fundación de Santiago, Chile.
- 1943 Primer Premio, Exposición Nacional del Magisterio, Ministerio de Educación, Santiago, Chile.
- 1948 Premio Banco de Chile, XV Salón Nacional, Santiago, Chile.
- 1949 Premio Nacional de Bellas Artes, Exposición Palacio de la Alhambra, Santiago, Chile.
- 1952 Premio Adquisición, Museo de Arte Contemporáneo, Universidad de Chile, Santiago, Chile.
- 1962 Premio de Honor, Certamen Edwards, Salón Oficial de Bellas Artes, Santiago, Chile.
- 1964 Premio de Adquisición, Museo de Arte Contemporáneo, Universidad de Chile, Santiago, Chile

## Exposiciones

### Exposiciones individuales
- 1924 Exposición en Galería de Arte, Madrid, España.
- 1930 Salón del Trocadero,del Palacio de las Américas, París, Francia.
- 1963 Figurativa Laura Rodig, Sala de Previsión del Banco de Chile, Santiago, Chile.

### Exposiciones colectivas
- 1913 Salón Oficial, Santiago, Chile. Además participó el año 1914; 1916, 1917; 1922, 1923; 1927, 1928; 1937, 1938; 1941 Centenario de la Fundación de Santiago; 1942, 1943; 1957, 1962.
- 1915 Exposición en Buenos Aires, Argentina.
- 1917 Exposición Intendencia de Talca, Chile.
- 1919 Exposición en Punta Arenas, Chile.
- 1924 Exposición en Madrid, España.
- 1926 Exposición en Ciudad de México, México.
- 1927 Biblioteca Nacional, Santiago, Chile.
- 1928 Salón de Otoño, París, Francia.
- 1928 Exposición Internacional de Sevilla, España.
- 1929 Exposición France-Amérique Latine, París, Francia.
- 1930 Exposición Salón de las Tullerías, París, Francia.
- 1930 Exposición Internacional de Sevilla, España.
- 1934 II Salón de Verano de Viña del Mar, Chile.
- 1937 Exposición Salón de Viña del Mar, Chile.
- 1938 Exposición River - Side Museum, New York, Estados Unidos.
- 1938 Exposición Salón de Viña del Mar, Chile.
- 1939 Exposición Centenario de San Felipe, Chile.
- 1940 Exposición de Arte Chileno, Buenos Aires, Argentina.
- 1942 Muestra de Arte Chileno Contemporáneo, en gira por Estados Unidos.
- 1942 Chilean Contemporary Art, The Toledo Museum of Art, Estados Unidos.
- 1943 Exposición Nacional del Magisterio, Ministerio de Educación de Chile, Santiago, Chile.
- 1948 Motivos Australes, Ministerio de Educación de Chile, Santiago, Chile.
- 1948 XV Salón Nacional, Palacio de la Alhambra Santiago, Chile.
- 1949 XVI Salón Nacional Palacio de , Santiago, Chile.
- 1949 Exposición del Retrato en , Museo Nacional de Bellas Artes, Santiago, Chile.
- 1950 Tercera Exposición Ministerio de Educación, Santiago, Chile.
- 1952 Museo de Arte Contemporáneo,  Universidad de Chile, Santiago, Chile.
- 1952 V Exposición Banco de Chile, Santiago, Chile.
- 1954 Exposición de Plástica Femenina Gabriela Mistral, Ministerio de Educación, Santiago, Chile.
- 1961 5ª Exposición Banco de Chile, Santiago, Chile.
- 1956 Exposición de Artistas Chilenos, Sala Unión Panamericana, Washington Estados Unidos.
- 1967 III Bienal de Escultura, Museo de Arte Contemporáneo,  Universidad de Chile, Santiago, Chile.
- 1968 Exposición de Arte Contemporáneo, Museo de Arte Contemporáneo de Chile, Santiago, Chile.
- 1993 Exposición de Escultura Chilena, Museo de Arte Contemporáneo,  Universidad de Chile, Santiago, Chile.
- 1996 50 Años de Escultura Contemporánea Chilena, Centro Cultural Estación Mapocho, Santiago, Chile.
- 1997 Esculturas en Pequeño Formato, Centro de Extensión Cultural Pedro Olmos Muñoz, Talca, Chile.
- 1998 El Bronce en , Sala de Arte CTC, Santiago, Chile.
- 2000 Chile Cien Años Artes Visuales: Primer Período (1900 - 1950) Modelo y Representación, Museo Nacional de Bellas Artes, Santiago, Chile.
- 2011 75 Mujeres en la escultórica nacional, Museo Parque de las Esculturas de Providencia, Santiago, Chile.
- 2012 Gestación de la escultura en Chile y la figura de Nicanor Plaza, MNBA,  Santiago, Chile